# Фофоново (Бурятия)
Фо́фоново — село в Кабанском районе Бурятии. Входит в сельское поселение «Шергинское».

## География
Село находится в 6 км  по прямой к востоку от Кабанска на правом берегу Селенги; по автодороге через мост у села Тресково — 30 км. Расположено в 10 км к югу от центра сельского поселения — Шергино.

## Население
| 2002 | 2010 |
| ---- | ---- |
| 333  | ↘279 |

## Объекты культурного наследия
- Фофановский могильник

## Родились в селе
- Попов, Пётр Андриянович — полный кавалер ордена Славы.